# Agave chiapensis

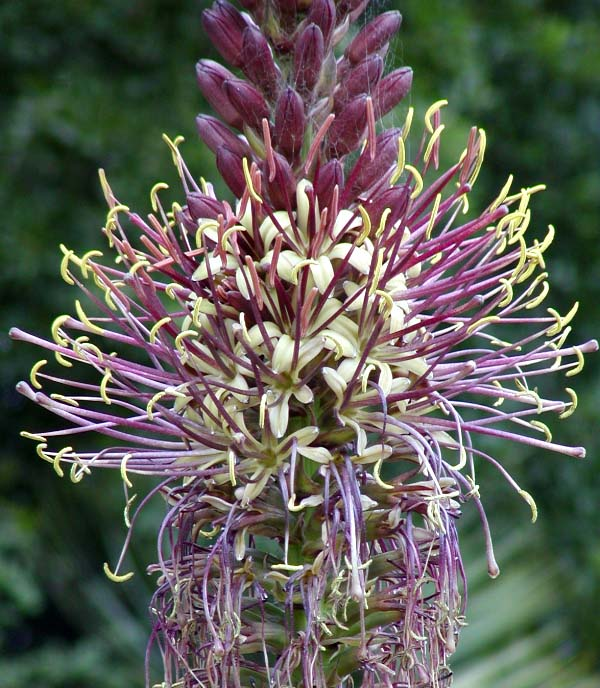
A. chiapensis Chiapas.

Agave chiapensis es una especie de agave de la familia Asparagaceae. Es originaria de México donde se encuentra en Chiapas cerca de San Cristóbal de las Casas.

## Descripción
Es una planta de tamaño mediano, con rosetones que se separan de las hojas verdes ligeras que son variables pero tiende hacia avadas. Los dientes de los márgenes de la hoja son deltoides y se presentan cada 3 a 4 milímetros. La espina dorsal terminal fuerte de la hoja tiene 2 a 3,5 centímetros en longitud. El punto de la flor alcanza típicamente 2 m de altura, con las flores separadas a lo largo del tercio superior a un cuarto de su longitud. Las flores tienen 60 a 70 mm de largo, de color amarillo o verde aunque lavadas por un chorro de agua muestran sombras rojo o púrpura, así como los bracteolas, presentando un aspecto más oscuro. Los filamentos son también obscuros y se extienden 70 a 80 mm fuera de la flor, con anteras de 30 mm en los extremos.

## Taxonomía
Agave chiapensis fue descrita por Georg Albano von Jacobi  y publicado en Hamburger Garten- und Blumenzeitung 22: 213–214. 1866.
Etimología
Agave: nombre genérico que fue dado a conocer científicamente en 1753 por el naturalista sueco Carlos Linneo, quien lo tomó del griego Agavos. En la mitología griega, Ágave era una ménade hija de Cadmo, rey de Tebas que, al frente de una muchedumbre de bacantes, asesinó a su hijo Penteo, sucesor de Cadmo en el trono. La palabra agave alude, pues, a algo admirable o noble.
chiapensis: epíteto geográfico que alude a su localización en Chiapas.
Sinonimia
- Agave teopiscana Matuda
- Agave polyacantha[3][4]